# منتخب فرنسا للكريكت
منتخب فرنسا للكريكت (بالفرنسية: Équipe de France de cricket)‏ هو ممثل فرنسا الرسمي في المنافسات الدولية في الكريكت
. تأسس في 1987.